# Solheim Cup 1998
1998 Solheim Cup – piąta odsłona meczów o Puchar Solheima, która miała miejsce w dniach 18–20 września 1998 w Muirfield Village, Dublin, USA. Rywalizacja tradycyjnie odbyła się pomiędzy drużynami zawodowych golfistek reprezentujących Stany Zjednoczone oraz Europę. Amerykanki wygrały stosunkiem punktów 16:12 i zachowały zdobyty dwa lata wcześniej puchar.

## Format
Obie drużyny walczyły o pulę 28 punktów. Pierwszego dnia (piątek) podczas porannej sesji odbyły się cztery mecze foursome (4 punkty), a po południu cztery mecze fourball (4 punkty) pomiędzy dwuosobowymi drużynami. Program ten był powtórzony następnego dnia (kolejne 8 punktów). Trzeciego dnia podczas finału golfistki obu stron rywalizowały ze sobą w 12 meczach singlowych (12 punktów).

## Drużyny
| Drużyna Europy         |      |                                      |                          |
| Uczestniczka           | Wiek | Miejsce zamieszkania lub pochodzenia | Uwagi                    |
| Pia Nilsson            | 44   | Szwecja                              | niegrający kapitan       |
| Helen Alfredsson       | 33   | Göteborg, Szwecja                    |                          |
| Laura Davies           | 34   | Coventry, Anglia                     |                          |
| Marie-Laure de Lorenzi | 35   | Biarritz, Francja                    |                          |
| Sophie Gustafson       | 24   | Särö, Szwecja                        | dzika karta, debiutantka |
| Lisa Hackney           | 30   | Anglia                               | dzika karta              |
| Trish Johnson          | 32   | Bristol, Anglia                      |                          |
| Catriona Matthew       | 29   | North Berwick, Szkocja               | debiutantka              |
| Liselotte Neumann      | 32   | Gmina Finspång, Szwecja              | dzika karta              |
| Alison Nicholas        | 36   | Gibraltar                            |                          |
| Catrin Nilsmark        | 31   | Göteborg, Szwecja                    | dzika karta              |
| Annika Sörenstam       | 27   | Sztokholm, Szwecja                   |                          |
| Charlotta Sörenstam    | 25   | Sztokholm, Szwecja                   | dzika karta, debiutantka |

| Drużyna USA       |      |                                      |                    |
| Uczestniczka      | Wiek | Miejsce zamieszkania lub pochodzenia | Uwagi              |
| Judy Rankin       | 53   | Saint Louis, Missouri                | niegrający kapitan |
| Donna Andrews     | 31   | Lynchburg, Wirginia                  |                    |
| Brandie Burton    | 26   | San Bernardino, Kalifornia           |                    |
| Tammie Green      | 38   | Somerset, Ohio                       |                    |
| Pat Hurst         | 29   | San Leandro, Kalifornia              | debiutantka        |
| Juli Inkster      | 38   | Santa Cruz, Kalifornia               |                    |
| Christa Johnson   | 40   | Arcata, Kalifornia                   | debiutantka        |
| Rosie Jones       | 38   | Santa Ana, Kalifornia                | dzika karta        |
| Betsy King        | 43   | Reading, Pensylwania                 |                    |
| Meg Mallon        | 35   | Natick, Massachusetts                |                    |
| Dottie Pepper     | 33   | Saratoga Springs, Nowy Jork          |                    |
| Kelly Robbins     | 28   | Mount Pleasant, Michigan             |                    |
| Sherri Steinhauer | 46   | Madison, Wisconsin                   | dzika karta        |

## Wyniki

### Dzień 1. – poranne mecze foursome
| Unia Europejska      | Wyniki   | Stany Zjednoczone |
| -------------------- | -------- | ----------------- |
| Davies/T. Johnson    | 3&1      | Pepper/Inkster    |
| Alfredsson/Nicholas  | 3&1      | Mallon/Burton     |
| Hackney/Neumann      | 1up      | Robbins/Hurst     |
| A. Sörenstam/Matthew | 3&2      | Andrews/Green     |
| 1                    | Foursome | 3                 |
| 1                    | Łącznie  | 3                 |

### Dzień 1. – popołudniowe mecze fourball
| Unia Europejska       | Wyniki   | Stany Zjednoczone  |
| --------------------- | -------- | ------------------ |
| C. Sörenstam/Davies   | remis    | King/C. Johnson    |
| Hackney/Gustafson     | 7&5      | Hurst/Jones        |
| Alfredsson/de Lorenzi | 2&1      | Robbins/Steinhauer |
| A. Sörenstam/Nilsmark | 2up      | Pepper/Burton      |
| 1,5                   | Fourball | 2,5                |
| 2,5                   | Łącznie  | 5,5                |

### Dzień 2. – poranne mecze foursome
| Unia Europejska       | Wyniki   | Stany Zjednoczone  |
| --------------------- | -------- | ------------------ |
| A. Sörenstam/Matthew  | 3&2      | Andrews/Steinhauer |
| C. Sörenstam/Davies   | 3&2      | Mallon/Burton      |
| Alfredsson/de Lorenzi | 1up      | Pepper/Inkster     |
| Neumann/Nilsmark      | 1up      | Robbins/Hurst      |
| 1                     | Foursome | 3                  |
| 3,5                   | Łącznie  | 8,5                |

### Dzień 2. – popołudniowe mecze fourball
| Unia Europejska       | Wyniki   | Stany Zjednoczone  |
| --------------------- | -------- | ------------------ |
| A. Sörenstam/Nilsmark | 5&3      | King/Jones         |
| Hackney/Davies        | 2up      | C. Johnson/Green   |
| Alfredsson/de Lorenzi | 4&3      | Andrews/Steinhauer |
| Neumann/C. Sörenstam  | 2&1      | Mallon/Inkster     |
| 2                     | Fourball | 2                  |
| 5,5                   | Łącznie  | 10,5               |

### Dzień 3. – mecze singlowe
| Unia Europejska | Wyniki    | Stany Zjednoczone |
| --------------- | --------- | ----------------- |
| Davies          | 1up       | Hurst             |
| Alfredsson      | 2&1       | Inkster           |
| A. Sörenstam    | 2&1       | Andrews           |
| Neumann         | 1up       | Burton            |
| T. Johnson      | 3&2       | Pepper            |
| C. Sörenstam    | 2&1       | Robbins           |
| de Lorenzi      | 1up       | C. Johnson        |
| Nilsmark        | 6&4       | Jones             |
| Nicholas        | 1up       | Green             |
| Matthew         | 3&2       | Steinhauer        |
| Hackney         | 6&5       | King              |
| Gustafson       | remis     | Mallon            |
| 6,5             | Pojedynki | 5,5               |
| 12              | Łącznie   | 16                |